# Carex leavenworthii
Carex leavenworthii är en halvgräsart som beskrevs av Chester Dewey. Carex leavenworthii ingår i släktet starrar, och familjen halvgräs. Inga underarter finns listade i Catalogue of Life.